# Koszary (powiat radomski)
Koszary – wieś w Polsce położona w województwie mazowieckim, w powiecie radomskim, w gminie Iłża. Ma status sołectwa.
W skład sołectwa Koszary wchodzą  Koszary, Piotrowe Pole, Marcule i Gajówka Kruki.
W latach 1975–1998 miejscowość należała administracyjnie do województwa radomskiego.

## Części wsi
| SIMC    | Nazwa         | Rodzaj    |
| ------- | ------------- | --------- |
| 0622836 | Błaziny Dolne | część wsi |
| 1055351 | Pastwiska     | część wsi |

Wieś jest siedzibą  rzymskokatolickiej parafii św. Andrzeja Boboli.

## Historia
Słownik geograficzny Królestwa Polskiego i innych krajów słowiańskich wymienia Koszary jako wieś w powiecie iłżeckim, gminie Błaziny, parafii Iłza. W drugiej połowie XIX w wieś posiadała 23 domy 179 mieszkańców,45 mórg ziemi dworskiej i 266 mórg ziemi włościańskiej. Wieś należała do Towarzystwa Starachowickich Zakładów Górniczych. 